# モセンジョ
モセンジョ（フランス語: Mossendjo）はコンゴ共和国ニアリ県の都市である。人口は15,003人（2023年国勢調査速報結果）。

## 交通

### 空港
- モセンジョ空港（英語版）